# Mandjelia iwupataka
Mandjelia iwupataka là một loài nhện trong họ Barychelidae. Loài này phân bố ờ Noordelijk Territorium.